# Заджаль
Заджаль — жанр арабської усної поезії, що йде своїм корінням в середземноморську культуру. Форма заджаля схожа на мувашшах. Заджаль був відомий ще в доісламські часи, але широке поширення отримав в аль-Андалусії при Омейядах. Заджаль поширений в Західній Африці (Алжир і ін.) та Близькому Сході (Ліван, Палестина і ін.), де професійні співаки заджаля є дуже популярними серед народу. Його виконують в напівімпровізованій формі, найчастіше у формі дебатів між поетами (заджалін). Це зазвичай супроводжується грою на ударних музичних інструментах і чоловічим хором, який співає уривки з вірша.